# Ana Piterbarg
Ana Magdalena Piterbarg (Buenos Aires; 14 de abril de 1971)
es una directora de cine, asistente de dirección y guionista argentina, conocida por su thriller Todos tenemos un plan, estrenada en 2012.

## Carrera
Ana Piterbarg se formó en la Escuela Nacional de Experimentación y Realización Cinematográfica (ENERC).
Piterbarg había tenido la idea de abordar al actor Viggo Mortensen para que protagonizara Todos tenemos un plan, pero no pudo llegar a él a través de sus agentes. Un día, al ir recoger a su hijo de sus clases de natación (en el club San Lorenzo de Almagro, en Buenos Aires), se lo encontró a Mortensen al azar, y le contó de sus ideas acerca de la película. Mortensen finalmente acordó no solo trabajar en la película, sino que también quiso producirla. El film fue producido por la productora ganadora del Oscar Vanessa Ragone, quien también estudió en la ENERC.
La película se estrenó en el Festival Internacional de Cine de Toronto de 2012.
En 2014, Piterbarg anunció que su siguiente trabajo sería una película experimental en blanco y negro, que se llamaría Alptraum, acerca de un dramaturgo que se vuelve paranoico al ser perseguido por un krampus.
Alptraum se estrenó finalmente en 2017.

## Filmografía

### Cine
- 1997: Interno 6 (cortometraje).[7]
- 1998: La sonámbula, recuerdos del futuro, de Fernando Spiner, como asistente de producción.[8]
- 2003: Los guantes mágicos, como asistente de dirección.[2]
- 2004: Adiós, querida luna, como asistente de dirección.[2]
- 2012: Todos tenemos un plan, como directora y guionista.[2]
- 2017: Alptraum, como directora y guionista.

### Televisión
- 1998: Gasoleros (serie de televisión), asistente de director en el primer episodio de la temporada 1.[7]
- 1999: Campeones de la vida (serie de televisión), en 179 episodios.
- 2003: Malandras (miniserie de televisión), directora del primer episodio.[7]
- 2004: Loco por ti (serie de televisión), directora del episodio «El viagra».[7]
- 2005: Los Galindo (serie de televisión), directora del episodio «La Nana».[7]
- 2015: Los siete locos y los lanzallamas (serie de televisión), directora del episodio 1.1.[7]